# Arsames de Pèrsia
Arsames o Àrsames (grec antic Ἀρσάμης Arsā́mēs; antic persa 𐎠𐎼𐏁𐎠𐎶, Aršāma; arameu ʾršm; llatí Arsămēs) va ser el fill i successor del rei dels perses Ariaramnes. Va governar de l'any 590 aC a una data propera al canvi de rei del 559 aC, quan les tribus perses i els seus territoris van passar a l'altra branca de la família dels aquemènides, representada per Cir II el Gran, en circumstàncies desconegudes.
Va nomenar al seu fill Histaspes en algun any posterior al 530 aC, sàtrapa de Pàrtia, càrrec que va exercir sota tres reis, el darrer el seu propi fill Darios, que per tant era net d'Arsames.
Arsames va viure molts anys doncs en una inscripció a un palau de Susa que no pot ser anterior al 520 aC, el seu net Darios l'esmenta com si encara fos viu.